# Annette von Droste-Hülshoff
Baronesa Anna Elisabeth Franziska Adolphine Wilhelmine Louise Maria von Droste zu Hülshoff, conhecida como Annette von Droste-Hülshoff (alemão: [aˈnɛtə fɔn ˈdʁɔstəˈhʏlshɔf] (escutarⓘ); 10 de janeiro de 1797 – 24 de maio de 1848), foi uma poetisa, romancista e compositora alemã do século XIX de música clássica. Ela também foi a autora da novela Die Judenbuche (em português: A Faia do Judeu).
Em um artigo para a Enciclopédia Católica de 1913, Francis Joste escreveu: "A fama da poetisa repousa principalmente em seus poemas líricos, suas pastorais e suas baladas. Na representação poética da natureza, poucos podem igualá-la. As obras poéticas de Annette von Droste-Hülshoff são imperecíveis. O que as torna assim é sua originalidade, a prova de que são obras de um gênio. Foi também isso que deu à sua autora o merecido título de 'maior poetisa da Alemanha'".

## Trabalhos
- Gedichte (1838)
- Die Judenbuche (novela, 1842)
- Gedichte (Poemas, 1844)
- Westfälische Schilderungen ("Ilustrações Westfalianas", 1845)
- Das geistliche Jahr (O Ano Espiritual, ciclo de poemas, 1851)
- Letzte Gaben ("Últimos presentes", poemas, 1860)
- Briefe von Annette von Droste-Hülshoff und Levin Schücking (Cartas de Annette von Droste-Hülshoff e Levin Schücking)
- Lieder mit Pianoforte-Begleitung. Componirt von Annette von Droste-Hülshoff (Canções, editadas postumamente em 1871 por Christoph Bernhard Schlüter)